# 艾纳克
艾纳克（法語：Aynac，法語發音：[ɛnak]）是法国洛特省的一个市镇，位于该省东北部，属于菲雅克区。

## 地理
艾纳克（44°47'5"N, 1°51'4"E）面积21.55 平方千米，位于法国奧克西塔尼大區洛特省，该省份为法国西南部内陆省份，北起顺时针与科雷兹省、康塔爾省、阿韦龙省、塔恩-加龙省、洛特-加龍省和多尔多涅省接壤。
与艾纳克接壤的市镇（或旧市镇、城区）包括：圣让拉日内斯特、阿尔比亚克、昂格拉尔、巴讷、莱姆、迈里纳克朗图、吕埃尔、赛涅、泰米讷。

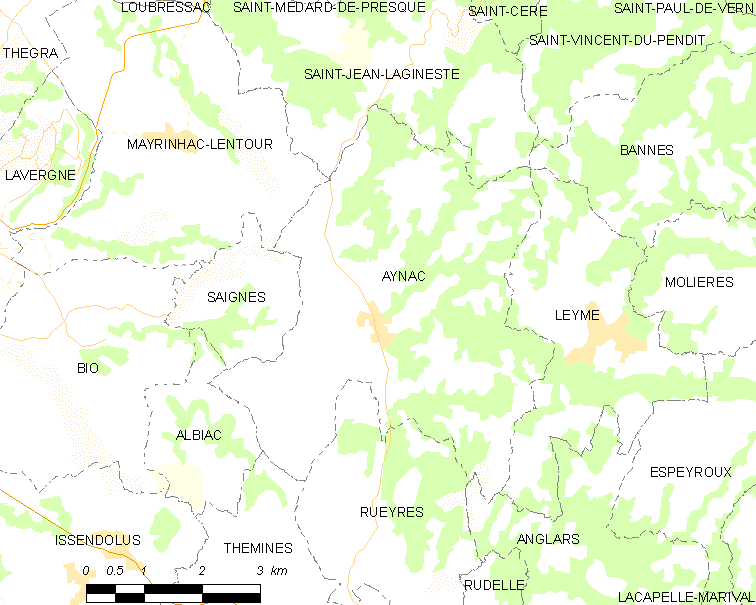
艾纳克的OSM定位图

艾纳克的时区为UTC+01:00、UTC+02:00（夏令时）。

## 行政
艾纳克的邮政编码为46120，INSEE市镇编码为46012。

## 政治
艾纳克所属的省级选区为圣塞雷县。

## 人口

1962-2008年间艾纳克人口变化图示

艾纳克于2022年1月1日时的人口数量为558人。